# آب‌داره (آوج)
آب وره روستایی در ایران است که در استان قزوین منطقه قاراقان و در دهستان حصار ولیعصر واقع شده‌است.
این روستا در تقسیمات کشوری در شهرستان آوج قرار دارد.
راه دسترسی به این روستا از شهر آبگرم میباشد
vhi  آب‌داره ۱۹۴ نفر جمعیت دارد.